# Elección presidencial de El Salvador de 1956
Las elecciones presidenciales de El Salvador de 1956 fueron el día domingo 4 de marzo de 1956. El resultado fue la victoria de José María Lemus del Partido Revolucionario de Unificación Democrática (PRUD), quien recibió el 95.2% de los votos.

## Gobierno de Oscar Osorio
La Administración de Oscar Osorio provocó una enorme admiración, en el pueblo salvadoreño gracias a las políticas reformistas e instituciones creadas durante su gobierno eso le dio un rotundo triunfo a su sucesor el Coronel José María Lemus. 

## Proceso de Elecciones
Esta elección para algunos estaría calificándose como fraude electoral, para otros un hecho histórico, ya que desde la dictadura de Martínez, ningún otro presidente electo había ganado con el 90% de los votos electo democráticamente, Lemus tuvo dos contrincantes uno de ellos el Dr. Enrique Magaña Menéndez que era nieto de José Ascencio Menéndez fundador del Partido Acción Renovadora, su otro contrincante fue el Dr. Rafael Ayala Carranza del Partido Constitucional, algunos candidatos fueron rechazados de la contienda electoral como José Alberto Funes del Partido Institucional Democrático, Roberto Canessa del Partido Acción Nacional, y Jose Alvaro Diaz del Partido Democrático Nacionalista.

## Administración de José María Lemus
Según se comenta José María Lemus tuvo fuertes diferencias con su antecesor lo cual provocó una ruptura temprana en el PRUD ya que José María Lemus opto en formar su propio gabinete el cual Osorio dijo que formara el que el le había propuesto, ya que según el había personas a fines a la oligarquía salvadoreña y con más capacidad ante esto Lemus hizo caso omiso de la petición de Osorio. 
Su gobierno tuvo que lidiar con las constantes manifestaciones de algunos estudiantes de la Universidad de El Salvador la cual Lemus ordenaría cerrarla por pocos días se sospecha que el rector de dicha universidad fue agredido ante este hecho, Lemus tuvo que lidiar con manifestaciones de dichos sectores civiles y empresariales algunas manifestaciones eran dirigidas por Oscar Osorio, la cual el gobierno las reprimía a través del cuerpo de bomberos, el gobierno de Lemus estuvo involucrado el rápido degaste de su gobierno debido a la crisis de los precios del café, de la economía y la constante represión lo cual terminaría con un golpe de Estado a tan solo un año de dejar su cargo. 
- Datos: Q7406536